# Villabalter
Villabalter es una localidad española del municipio de San Andrés del Rabanedo, en la provincia de León, comunidad autónoma de Castilla y León.

## Situación
Situado sobre el arroyo del Gorgollón, afluente del río Bernesga.
Los terrenos de Villabalter limitan con los de Azadinos al norte, Carbajal de la Legua al noreste, León al este, San Andrés del Rabanedo al sur y Ferral del Bernesga al oeste.

## Toponimia y orígenes
El primer registro escrito conocido de Villabalter es del siglo XV, documento custodiado en la Real Chancilleria de Valladolid, lo que hace pensar que lo más probable es que la población surja como una entidad rural en la Edad Media, entre los siglos X - XIII. 
Según estudios de toponimia medieval leonesa, los nombres que comienzan por villa- suelen referirse a asentamientos rurales de la Alta o Plena Edad Media, asociados a un propietario personal. Es común que el segundo elemento (un antropónimo) sea germánico por influencia del reino visigodo y de la posterior repoblación. El sufijo -balter podría derivar de un nombre personal germánico (como Balther, Baldric o similares), más propios del periodo visigodo o alto medieval. En esta línea, Villabalter podría significar ‘Villa de Balter’, finca o aldea de alguien con ese nombre.
Aunque muy difundida, la hipótesis de ‘Villa de Balterius’ parece una reconstrucción toponímica popular, pseudohistórica, no documentada y sin base filológica. Se basa en una reconstrucción lingüística muy débil, típica de la tradición local que intenta explicar nombres antiguos inventándose personajes latinos. La ausencia de evidencias arqueológicas o epigráficas romanas, así como la ausencia de documentos altomedievales que mencionen a Balterius o a una villa suya, refuerzan la idea de que jamás existió un Balterius que viviera allí o diera nombre a un asentamiento.

## Cultura
La seña de identidad más notable del pueblo de Villabalter es la canción popular Semos de Villabaltere. Entre sus fiestas se encuentran:
- 15 de mayo, San Isidro Labrador.
- 15 de agosto, la Asunción.